# یوکیهیکو هایدا
یوکیهیکو هایدا (انگلیسی: Yukihiko Haida; ۲۴ آوریل ۱۹۰۹  – ۱۶ اکتبر ۱۹۸۶) بازیگر، خوانندگی، تهیه‌کننده فیلم اهل ژاپن بود.